# Orzełek strzelecki

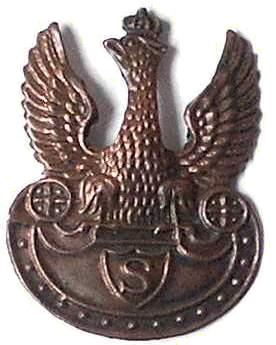
Orzełek strzelecki z koroną

Współczesny Orzełek strzelecki używany przez Związek Strzelecki „Strzelec” OSW

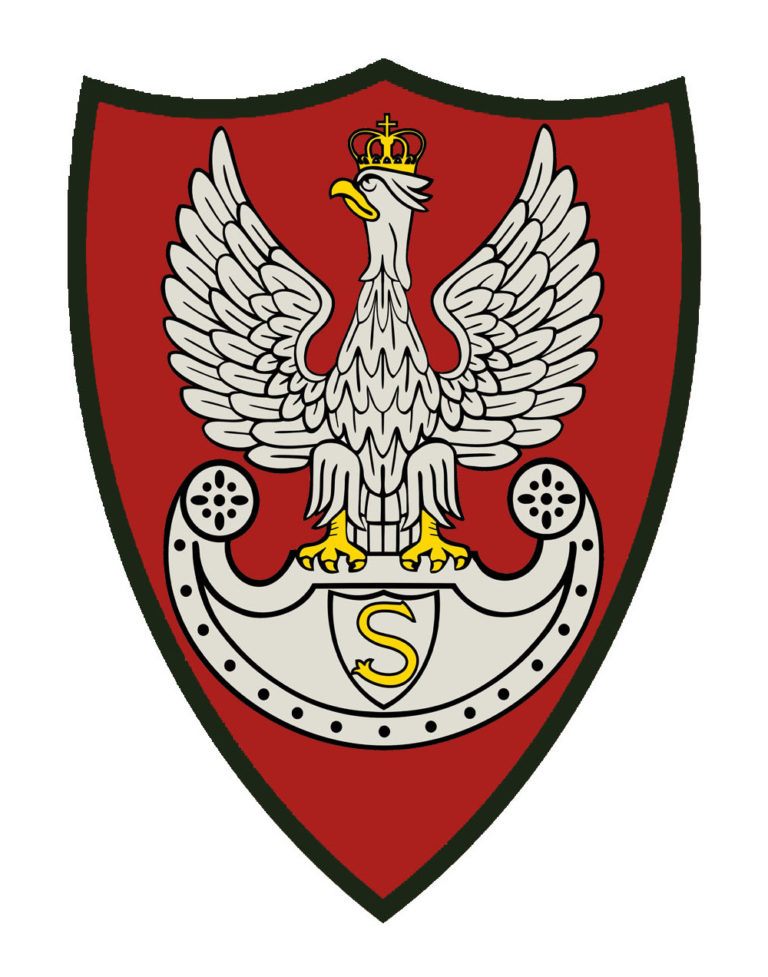
Odznaka Związku Strzeleckiego

Orzełek strzelecki – graficzny symbol „Strzelca”. Protoplasta późniejszego „orzełka legionowego”.
Orzełek strzelecki powstał w roku 1913, kiedy to z polecenia komendanta głównego Związków Strzeleckich opracowano wzór orła na czapkę maciejówkę. Pierwowzorem orzełka strzeleckiego był orzeł wojskowy z okresu Kongresówki. Autorem projektu został Czesław Jarnuszkiewicz, którego rodzina posiadała oryginalną stance z okresu Królestwa Kongresowego. Wysokość orła zmniejszono do 40 mm, a na tarczy amazonek umieszczono literę S wpisaną w mniejszą tarczę herbową typu szwajcarskiego.
Pierwotny orzełek strzelecki nie posiadał korony. Istnieje kilka hipotez co do tego faktu. Według relacji majora Kazimierza Wiśniewskiego (za relacją Jarnuszkiewicza) przyczyna braku korony na głowie orła jest prozaiczna. Projekt był wykonany z wosku (lub miękkiego metalu) i podczas niesienia do zatwierdzenia komendantowi korona ukruszyła się. Inna teoria mówi o nawiązaniu w ten sposób do tradycji demokratycznych.
Współcześnie organizacje strzeleckie stosują różne wersje orzełków strzeleckich, z reguły z koroną.